# Dong-Suk Kang
Dong-Suk Kang (Seul, 28 aprile 1954) è un violinista sudcoreano.

## Biografia
Kang nacque a Seul e tenne il suo primo concerto all'età di otto anni. Nel 1967 andò a New York per studiare alla Juilliard School e completò la sua formazione con Ivan Galamian al Curtis Institute of Music. Nel 1971 vinse la San Francisco Symphony Foundation Competition ed il Merriweather Post Competition a Washington D.C.
Ha suonato con rinomate orchestre in diversi continenti come l'Orchestra di Filadelfia, l'Orchestra di Cleveland e l'Orchestre symphonique de Montréal, la Royal Philharmonic, la London Philharmonic, la Royal Scottish National Orchestra e la Leipzig Gewandhaus Orchestra in Europa, la Tokyo Metropolitan Symphony Orchestra e la Hong Kong Philharmonic Orchestra in Asia, le orchestre della Australian Broadcasting Corporation in Australia e molte altre.
Kang ha lavorato con molti direttori come Charles Dutoit, Kurt Masur, Yehudi Menuhin e Seiji Ozawa.
Preferisce suonare "musica da camera più piccola ma più calda di umore della grandiosa musica orchestrale". Il suo vasto repertorio comprende tutte le opere di repertorio e molte opere insolite e trascurate.
Le sue registrazioni comprendono le premiate esibizioni dei concerti per violino di Elgar, Walton, Nielsen e Sibelius e la musica da camera completa di Honegger e Alkan.
Nel suo libro "Il libro del violino", il critico musicale Dominic Gill descrive Dong-Suk Kang come "già uno dei grandi violinisti del mondo: la sua tecnica impeccabile e la sua perfetta tenuta dell'archetto sicuramente producono uno dei più bei toni di violino che si possano ascoltare oggi dovunque".
Kang è sposato e padre di due figli. Ha insegnato alla Yonsei University dal 2003 e ha tenuto il "Concert of Hope" ogni anno dal 2000 per combattere l'epatite.

## Premi e riconoscimenti
- 1966 Concorso musicale Korean Dong-A
- 1971 Concorso San Francisco Symphony
- 1971 Concorso Merriweather Post
- 1975 Concorso musicale internazionale di Montreal, secondo premio[5]
- 1976 Concorso musicale Queen Elisabeth, terzo posto
- Grand Prix du Disque, Académie Charles Cros
- Grand Prix Nouvelle Académie du Disque
- CD del mese, Gramophone magazine 2000 (per il Concerto per violino di Walton)

## Discografia selezionata
- Beethoven, Triplo concerto per violino, violoncello e pianoforte [Naxos, 8.554288, pubblicato nel 1998]
- Debussy, Sonata per violino e pianoforte in sol minore [Naxos, 8.550276, pubblicato nel 1990]
- Elgar, Concerto per violino in si minore [Naxos, 8.550489, pubblicato nel 1991]
- Fauré, Sonate per violino e pianoforte 1 e 2 [Naxos, 8.550906, pubblicato nel 1995]
- Grieg, le tre Sonate per violino e pianoforte [BIS, CD-647, pubblicato nel 1994]
- Halvorsen, Air Norvegienne, Op. 7 [Naxos, 8.550329, pubblicato nel 1990]
- Nielsen, Concerto per violino [BIS, CD-370, pubblicato nel 1987]
- Saint-Saëns, Concerto per Violino No.3, Introduzione e Rondo Capriccioso, Sonata per violino e pianoforte n. 1 [Naxos, 8.550752, pubblicato nel 1994]
- Sibelius, Concerto per violino, Humoresques per violino e orchestra [Naxos, 8.550329, pubblicato nel 1990]
- William Walton, Concerto per violino in si minore [Naxos, 8.554325, pubblicato nel 1999]